# Helmut Seitz

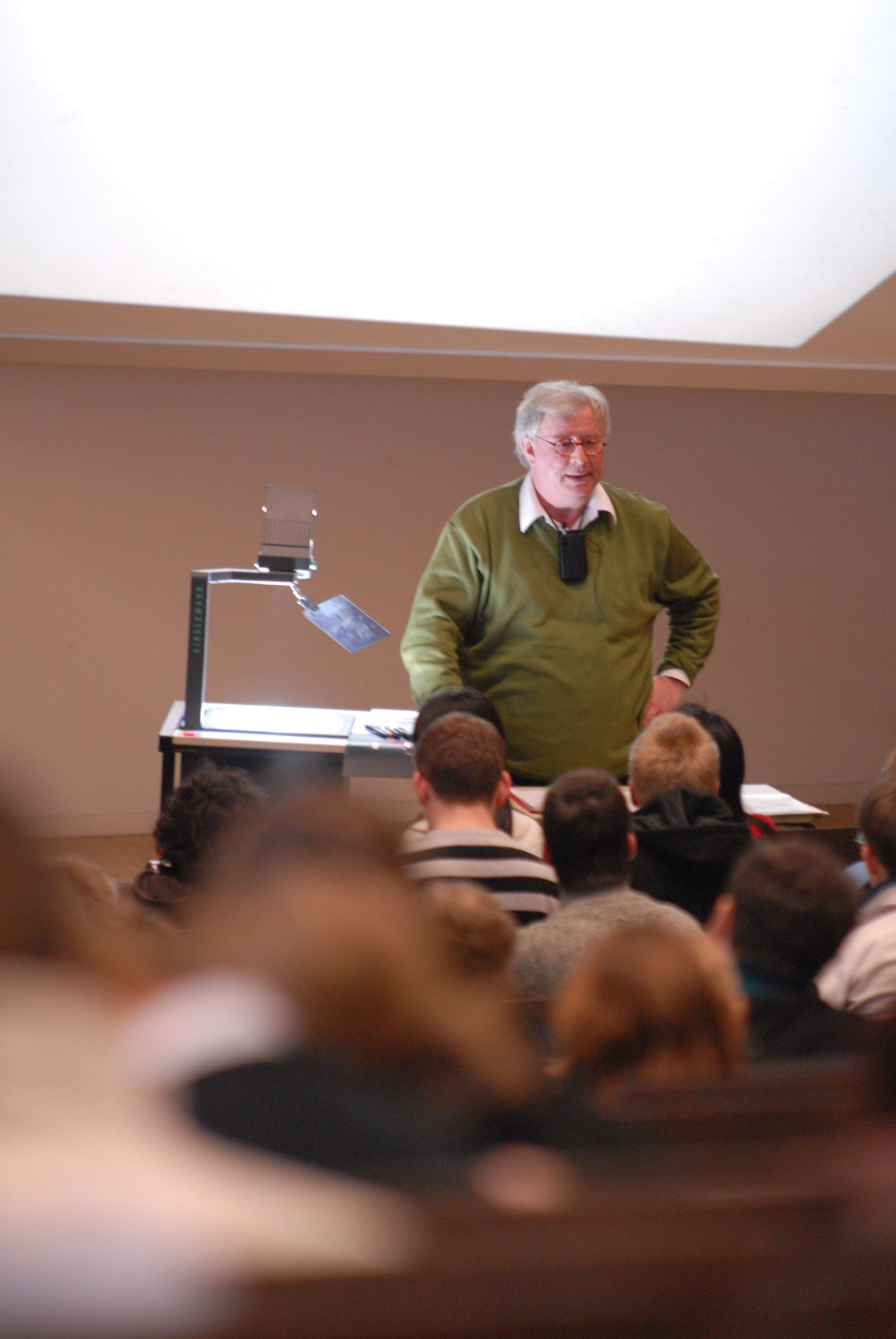
Helmut Seitz als Dozent einer Vorlesung zur Volkswirtschaftslehre an der TU Dresden, 13. Januar 2009

Helmut Seitz (* 27. Juli 1956 in Bad Dürkheim; † 1. April 2009 in Dresden) war ein deutscher Finanzwissenschaftler. Seitz war Professor für Finanzwissenschaft an der Technischen Universität in Dresden, seit Oktober 1995 Forschungsprofessor am Zentrum für Europäische Wirtschaftsforschung (ZEW) in Mannheim, seit Juli 1999 Senior Fellow am Zentrum für Europäische Integrationsforschung (ZEI) in Bonn (Jürgen von Hagen) und seit September 2002 Forschungsprofessor am ifo Institut für Wirtschaftsforschung, München, insbesondere Standort Dresden.

## Leben
Geboren 1956 in Bad Dürkheim in Rheinland-Pfalz, studierte Seitz von 1978 bis 1983 in Mannheim Volkswirtschaftslehre. Seine Doktorarbeit Planungs- und Realisationsentscheidungen von Industrieunternehmen vollendete er 1989. Die Habilitation folgte 1994; der Titel lautete: Lokale Infrastrukturversorgung, Besteuerung und inter-regionaler Wettbewerb. Theoretische Aspekte und empirische Befunde. Von 1995 bis 2004 war Seitz Inhaber des Lehrstuhls für Makroökonomie an der Europa-Universität Viadrina in Frankfurt (Oder) und von 2004 bis zu seinem Tode Inhaber des Lehrstuhls für Volkswirtschaftslehre, insbes. Empirische Finanzwissenschaften und Finanzpolitik an der wirtschaftswissenschaftlichen Fakultät der TU Dresden.
Bekannt wurde Seitz unter anderem als Gutachter für die Klage der Freien Hansestadt Bremen wegen weiterer Finanzhilfen vor dem Bundesverfassungsgericht sowie als Sachverständiger der Föderalismuskommission.
Helmut Seitz kam am 1. April 2009 bei einem Unfall in Dresden ums Leben.

## Schriften
- Planungs- und Realisationsentscheidungen von Industrieunternehmen. Eine theoretische und empirische Untersuchung. Dissertation. Ifo-Institut für Wirtschaftsforschung, München 1989, ISBN 3-88512-098-4.
- mit Jürgen Egeln, Manfred Erbsland, Annette Hügel, Peter Schmidt: Der Wirtschaftsstandort „Rhein-Neckar-Dreieck“. Standortprofil und Unternehmensdynamik. Nomos, Baden-Baden 1996, ISBN 3-7890-4263-3.
- mit Jürgen Egeln (Hrsg.): Städte vor neuen Herausforderungen. Nomos, Baden-Baden 1998, ISBN 3-7890-5571-9.
- Der Einfluss der Bevölkerungsdichte auf die Kosten der öffentlichen Leistungserstellung. Duncker und Humblot, Berlin 2002, ISBN 3-428-10668-7.
- mit Marcel Thum, Thomas Fester, Andreas Kappler: Öffentliche Infrastruktur und kommunale Finanzen. Gutachten. Ifo-Institut für Wirtschaftsforschung, München 2005, ISBN 3-88512-436-X.
- mit Joachim Ragnitz, Stefan Eichler, Beate Grundig, Harald Lehmann, Carsten Pohl, Lutz Schneider, Marcel Thum: Die demographische Entwicklung in Ostdeutschland. Gutachten im Auftrag des Bundesministeriums für Wirtschaft und Technologie. Ifo-Institut für Wirtschaftsforschung, München 2007, ISBN 3-88512-457-2.
- mit Ingrid Hamm, Martin Werding (Hrsg.): Demographic change in Germany. The economic and fiscal consequences. Springer, Berlin, Heidelberg, New York 2008, ISBN 3-540-68135-3.